# Hydriomena insulata
Hydriomena insulata là một loài bướm đêm trong họ Geometridae.